# Pascuas Sangrientas
El desembarco del yate Granma marcó una nueva etapa en el enfrentamiento a la dictadura de Fulgencio Batista en Cuba, este significó el reinicio de la lucha armada en la isla, en los días posteriores al desembarco se desató una brutal represión contra los opositores del régimen, llegando a su punto culminante con una serie de crímenes conocidos por el pueblo cubano como las “Pascuas Sangrientas”.

## Desarrollo
En el norte de la entonces provincia de Oriente se llevaron a cabo por órdenes del coronel Fermín Cowley Gallegos una serie de asesinatos de ciudadanos  que luchaban clandestinamente, o simplemente se oponían, en contra de la dictadura militar existente en el país desde el 10 de marzo de 1952, la mayoría de estos militantes del Movimiento 26 de Julio y el Partido Socialista Popular. 
La masacre comenzó el día 23 de diciembre en horas de la noche a la salida de la entonces "Nicaro Nickel Company" y se extendieron hasta el 26. Fueron encontrados en diversos lugares 23 cadáveres por esos días, aumentando el miedo de la población a la represión. Algunos de los asesinatos planeados no se consumaron por diversas razones y otros pocos lograron huir con vida de los asesinos.
En estos días fueron asesinados campesinos, trabajadores, estudiantes y dirigentes gremiales en su mayoría, los cuales fueron torturados hasta la muerte en lugares apartados luego de haber sido sacados de sus hogares por haber sido presuntamente  culpables, sin pruebas o juicio legal alguno que lo demostrara, de acciones contra la dictadura batistiana.
El Partido Socialista Popular, a raíz de estos hechos realizó apelaciones al Tribunal Supremo de la isla y a la Organización de las Naciones Unidas, con el fin de que se tomaran medidas en contra de los asesinatos que se estaban llevando a cabo en Cuba por parte de la dictadura, sin obtener justicia para las víctimas.

## El plan
En una reunión efectuada en el Estado Mayor del Ejército en el campamento militar de Columbia, presidida por Fulgencio Batista, se le informó al coronel Fermín Cowley Gallegos, jefe del Regimiento Militar de Holguín, la posibilidad de que se produjera un desembarco en la zona bajo su jurisdicción y se le dio carta blanca para que evitara la ocurrencia allí de acciones de apoyo similares al levantamiento en Santiago de Cuba. La respuesta de Cowley fue la operación llamada ”Regalo de navidad”, por considerar ese momento el más propicio para localizar a sus víctimas que con seguridad estarían celebrando la tradicional festividad navideña junto a su familia. Dio la orden de no detener a los revolucionarios, sino de liquidarlos.
La orden fue emprender la redada después de las doce de la noche del 24 de diciembre, porque Cowley no quería ningún muerto en Nochebuena, y concluir antes del amanecer, aunque si no era posible encontrar a todos los revolucionarios incluidos en la lista en ese lapso de tiempo, la operación podía extenderse hasta el amanecer del 26. Su objetivo era asestar un golpe demoledor al Movimiento 26 de Julio y al Partido Socialista Popular, asesinando a los principales dirigentes de ambas organizaciones revolucionarias, que representaban la oposición a Fulgencio Batista.

## El crimen
La operación Regalo de Navidad comenzó el 23 de diciembre de 1956 y se extendió hasta cuatro días después durante la cual se arrancó la vida a 23 habitantes de las actuales provincias de Holguín y Las Tunas, entre ellos el máximo dirigente del Movimiento 26 de Julio en Holguín, Pedro Miguel Díaz Coello, otras importantes figuras del Movimiento 26 de Julio y del Partido Socialista Popular, trabajadores y dirigentes sindicales, aunque hubo entre las víctimas hombres de otros partidos o sin filiación política. Muchos de ellos fueron arrancados de sus hogares, salvajemente torturados y sus cadáveres abandonados en carreteras, en el campo, debajo de un puente, colgados de un árbol, escenas que conmocionaron al pueblo. Solo cometieron el delito de oponerse a la dictadura batistiana.
Ese día en el lugar conocido como "La Portada de Nicaro", fue asesinado el joven Rafael Orejón Forment, Jefe de Acción y Sabotaje del Movimiento 26 de Julio en Nicaro. Se adelantan a las órdenes de su jefe para evitar que el joven se fuera a Guantánamo a celebrar las Pascuas con su familia. La respuesta del coronel Cowley a esa ejecución anticipada fue que ojalá todos los incumplimientos de sus órdenes fueran así porque lo peor hubiese sido que no lo ejecutaran. Lo que no pudieron impedir fue que Orejón llevara a Holguín un importantísimo mensaje de la dirección del Movimiento en Santiago de Cuba: que Fidel Castro estaba vivo y había llegado a la Sierra Maestra.
Entre los días 24, 25 y 26 de diciembre fueron asesinados otros 22 jóvenes en distintos puntos de la geografía oriental, hechos fueron nombrados por el pueblo como “Las Pascuas Sangrientas”. En total fueron asesinadas 23 jóvenes. De ellos 13 eran holguineros, y 10 tuneros. Sus cuerpos sin vida aparecieron salvajemente torturados, ahorcados o baleados, con el deliberado propósito de sembrar el terror y apagar la llama insurrecta que ya ardía en la Sierra Maestra.

## Consecuencias
Fermín Cowley Gallegos sería ejecutado meses después, el 23 de noviembre de 1957, por un comando de Movimiento 26 de Julio liderado por Carlos Borjas.